# Здание Латвийской Национальной библиотеки
Здание Латвийской Национальной библиотеки (латыш. Gaismas pils — «За́мок света») — одна из современных достопримечательностей Риги. Сооружено в 2008—2014 годах на левом берегу Даугавы, напротив исторического центра города.

## История
29 августа 1919 года Кабинет министров Латвийской Республики принял решение об основании Латвийской Государственной библиотеки. Первым директором библиотеки стал Янис Мисиньш. В сентябре 1919 года Латвийская Государственная библиотека в своё распоряжение получила здание на улице Яуниела, д. 26. В 1920 году библиотека получила помещения напротив Рижского замка на площади Пилс, д. 2.
Впоследствии Национальная библиотека сменила ещё десяток зданий. 5 мая 1931 года Национальная комиссия по строительству осмотрела Арсенал и признала пригодным для книг.
В 1968 году генплан города определил новое место, и вскоре появился проект, созданный в институте «Латгипрогорстрой» архитекторами Модрисом Гелзисом, Виктором Валгумсом и Нормундом Паварсом. Газета «Советская молодёжь» 17 апреля 1976 года передавала следующие слова Валгумса:

Мы стремились к тому, чтобы это здание стало продолжением современного ансамбля левобережной части города, который уже обрисован Домом печати, административным зданием управления «Запрыбы», гостиницей «Даугава». В композиции чётко выявлены функциональные группы, состоящие из шестнадцатиэтажного книгохранилища на 6 миллионов томов и пятиэтажного здания читальных залов на 1.500 читателей. Рядом расположены столовая и конференц-зал. Особую архитектурную выразительность придает комплексу библиотеки здание читальных залов. Его фасад, обращенный к реке, напоминает пять больших ступеней. Через сплошную стеклянную стену и через потолок, в который вмонтированы большие окна-фонари, в залы льются потоки света. Помещения справочного аппарата, каталоги расположены в глубине этажей. Четыре лифта, пневматическая почта, горизонтальные транспортёры сократят до минимума время выдачи заказанной литературы.

 Проект так и не был воплощён в жизнь.

Конкурсный проект здания Государственной библиотеки. Архитектор Валерий Кадырков

Переработанный вариант проекта «Замка света» архитектора Гунарса Биркетса

В 1988 году был опять объявлен конкурс, окончившийся безуспешно. После совещания комиссия по утверждению здания Национальной библиотеки решила предложить проектирование американскому архитектору латышского происхождения Гунару Биркертсу. Биркертс согласился работать без гонорара и разработал проект, который сразу утвердили. С латвийской стороны за проект взялся уже Модрис Гелзис. В июне 1991 года Совет Министров ЛР принял решение № 175 «О строительстве Латвийской Национальной библиотеки», но из-за сложностей 1990-х годов практические работы пришлось отложить.
Проект нового здания получил имя «Замок света» («Gaismas Pils»). Здание Латвийской Национальной библиотеки, выполненное по проекту архитектора Гунарса Биркетса, должно было расположиться на берегу реки Даугава, напротив Старой Риги. Своей формой, по замыслу архитекторов, здание вызывает ассоциации с волнами Балтийского моря и Рижского залива, а также песчаными прибрежными дюнами. Фасад, с его острыми оконечностями, визуально напоминает шпили старых церквей в Старом Городе. Проект Биркерта получил высокую оценку в ЮНЕСКО.
В интервью газете Diena архитектор Гунарс Биркертс заявил:

«Мои мысли движутся в одном направлении — значение здания и его влияние на латышский народ. Оно уже выполняет свою задачу. Ощущение безопасности, создание определённой уверенности в себе. Вопрос идентичности. Все это сходится вместе, так как имидж библиотеки для прохожего — весьма убедительный и внушительный. Я увидел, что библиотека своим образом действительно доказала силу нашего народа, которую надо снова найти и продолжить».

## Возведение
Подготовительный этап строительства Национальной библиотеки начался 28 апреля 2006 года, а собственно возведение началось в июне 2008 года. Строительная смета составляла 114,6 млн латов (вместе с налогом на добавленную стоимость — 135,2 млн латов). Самыми крупными её позициями являлись крыша и кровля (13,9 млн латов), элементы заполнения проемов и фасады специальной конструкции (20,1 млн латов). Открытие «Замка света» планировалось на 18 ноября 2012 года, но в 2010 году из-за кризиса бюджет на строительство был урезан, из-за чего часть работ пришлось приостановить.
В 2012 году организация, осуществляющая строительный надзор, выразила существенные сомнения в финансовой стабильности генподрядчика; одно из входящих в состав объединения-подрядчика предприятий выразило протест.
Важную роль в лоббировании проекта ЛНБ сыграла министр культуры Латвии Хелена Демакова. В одном из интервью она объяснила, что проект также поможет интеграции: «Вся проблема в том, что наше общество живёт в двух параллельных информационных полях, а библиотека будет одна на всех. Это позволит сплотить общество, хотя многие этого не хотят… В библиотеке доступны тысячи томов русской литературы, уникальные коллекции, архив Чехова. Там и православные, и староверские фонды. Это богатства, о которых почему-то не принято говорить».
Строительство нового здания Латвийской национальной библиотеки официально завершилось 20 декабря 2013 года. Компания по надзору за строительством Hill International переняла у объединения строительных компаний «Nacionālā būvkompaniju apvienība» здание библиотеки и всю документацию, начав процедуру по сдаче «Замка света» в эксплуатацию.
Опубликованная в 2014 году итоговая стоимость строительства составила 268 466 000 евро.

## Галерея

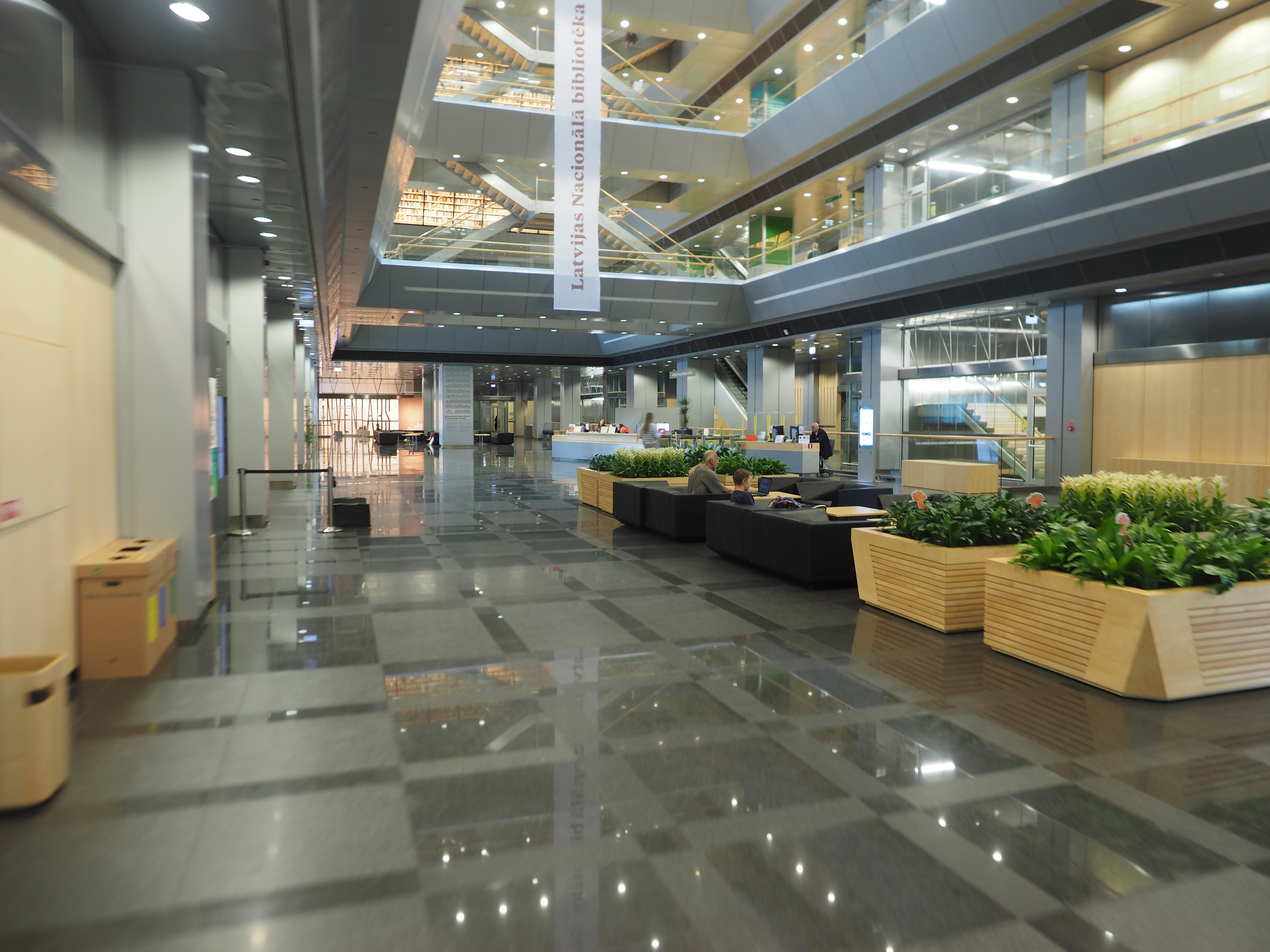
Интерьер Латвийской национальной библиотеки
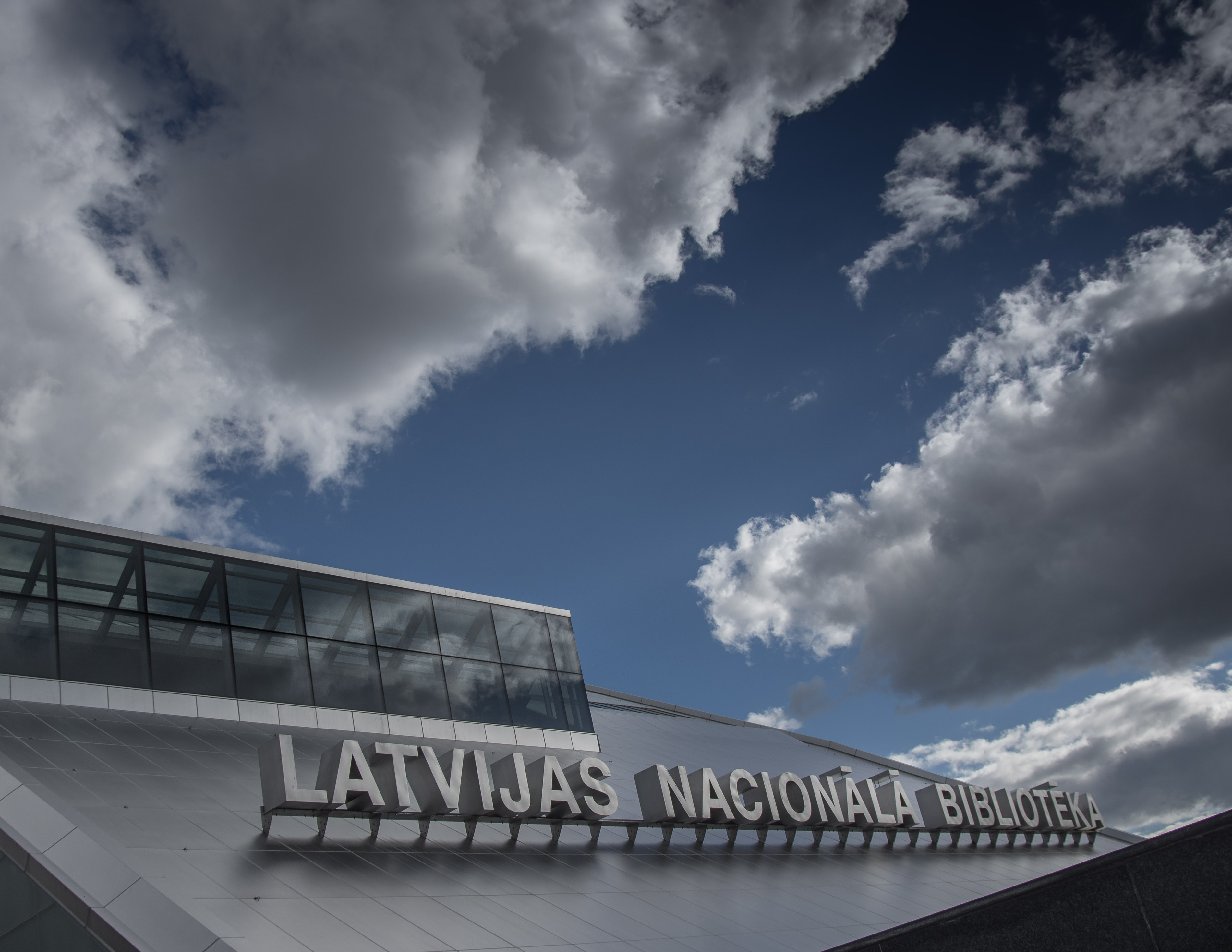
Элемент оформления — название библиотеки
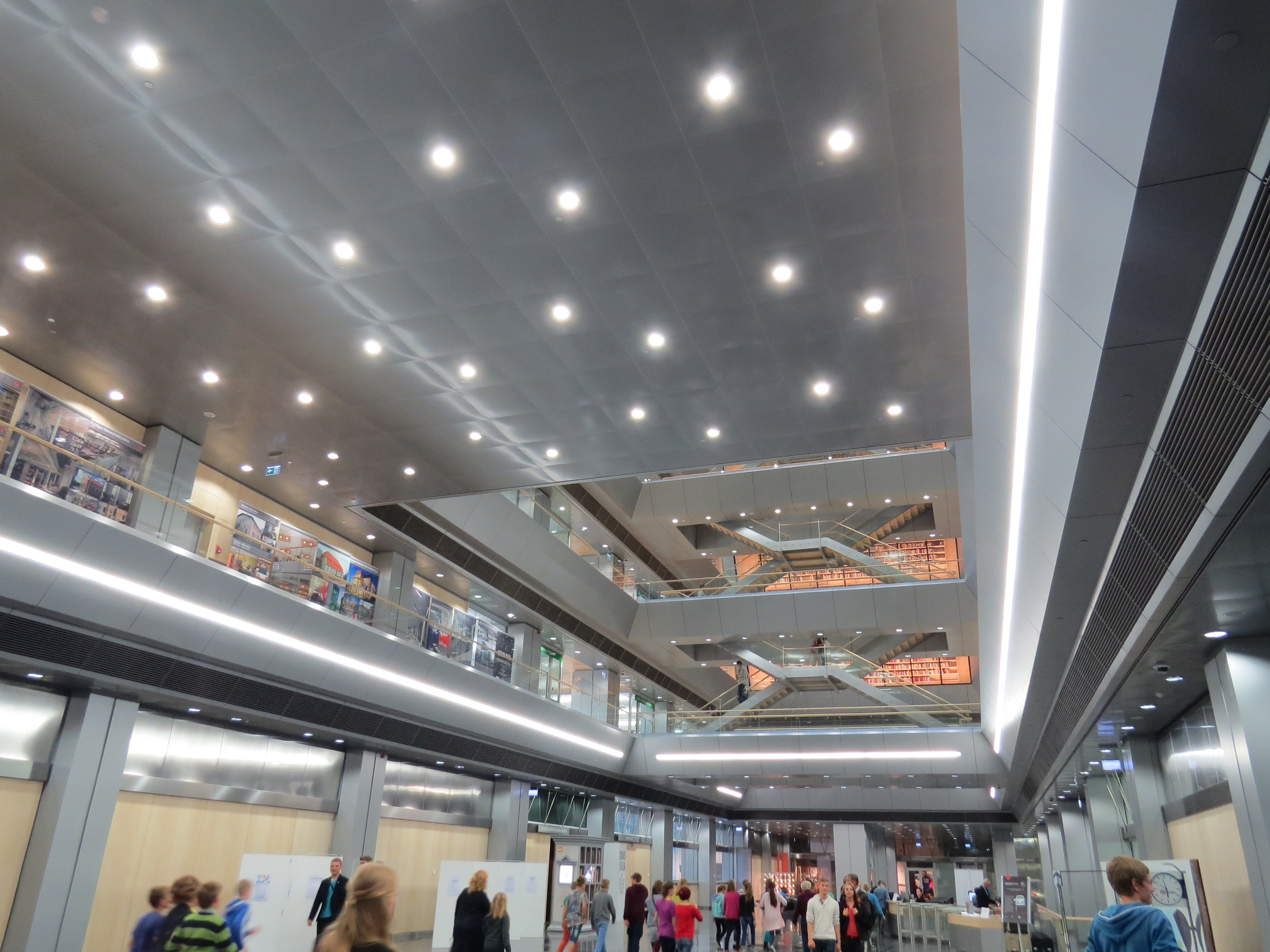
Интерьер — главный холл
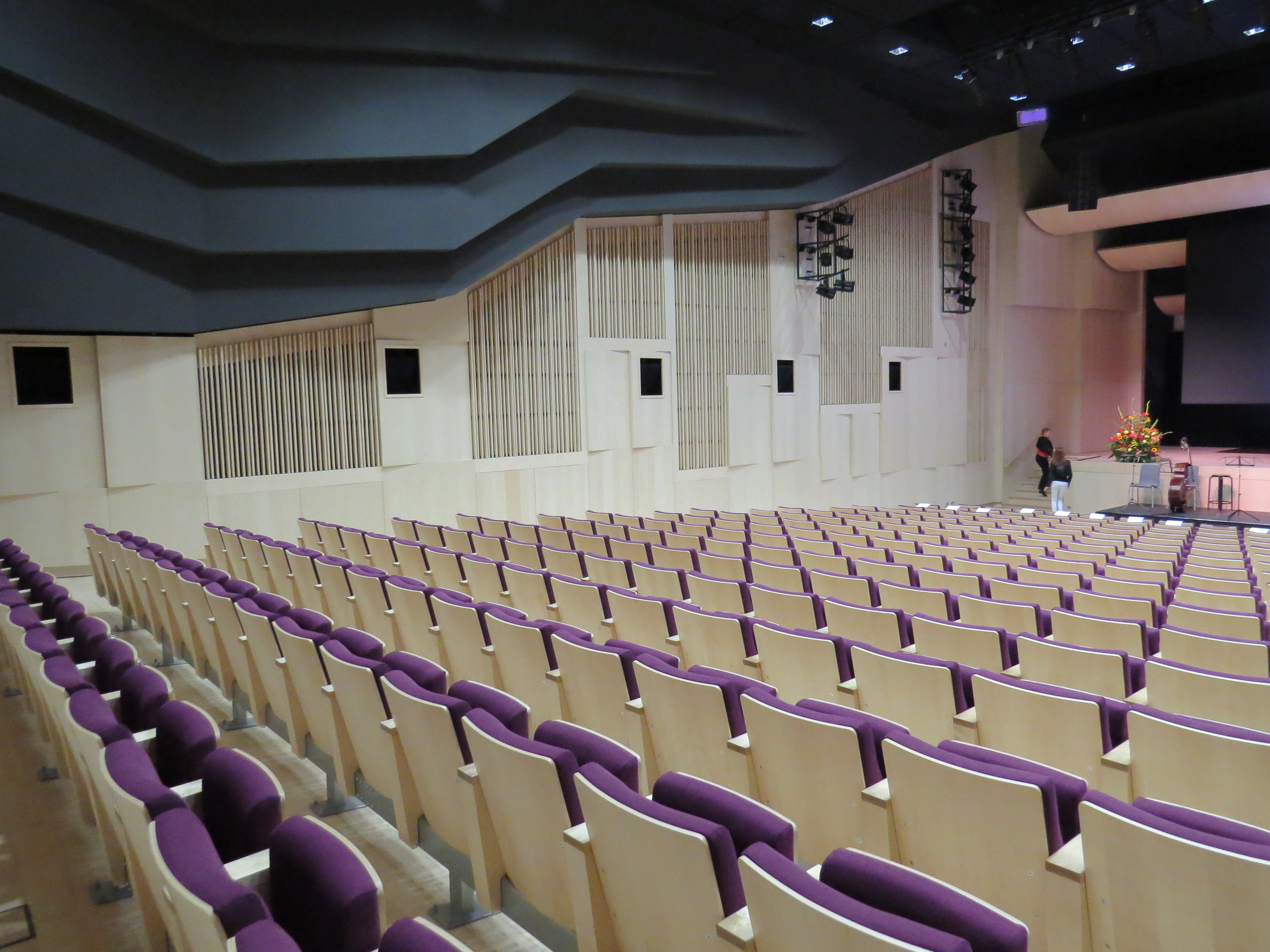
Концертный зал, названный в честь Иманта Зиедониса
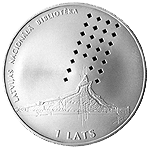
Юбилейная монета с изображением здания